# Gametogénesis

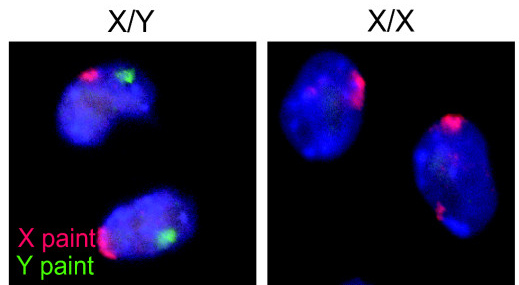
Cromosomas X (en rojo) y cromosomas Y (en verde) en células madre embrionarias de ratones machos (X/Y) y ratonas hembras (X/X).

La gametogénesis es la formación de los llamados gametos por medio de la meiosis a partir de células germinales. Mediante este proceso, el contenido genético en las células germinales se reduce de diploide (2n, doble) a haploide (n, único), es decir, a la mitad del número de cromosomas que contiene una célula normal de la especie de que se trate. En el caso de los hombres; el proceso que tiene como fin producir son los espermatozoides y se le denomina espermatogénesis,  realizándose en los testículos y en el caso de las mujeres, el resultado son los ovocitos, denominado ovogénesis y se lleva a cabo en los ovarios.
Este proceso se realiza en dos divisiones cromosómicas y citoplasmáticas, llamadas primera y segunda división meiótica o simplemente meiosis I y meiosis II. Ambas comprenden profase, metafase, anafase y telofase.
Durante la meiosis I los miembros de cada par homólogo de cromosomas se unen primero y luego se separan con el huso mitótico y se distribuyen en diferentes polos de la célula. En la meiosis II, las cromátidas hermanas que forman cada cromosoma se separan y se distribuyen en los núcleos de las nuevas células. Entre estas dos fases sucesivas no existe la fase S (duplicación del ADN).
La meiosis no es un proceso perfecto, a veces los errores en la mitosis son responsables de las principales anomalías cromosómicas. La meiosis consigue mantener constante el número de cromosomas de las células de la especie para mantener la información genética.
En general, los miembros de un par de cromosomas no se encuentran en estrecha cercanía ya sea en la célula en reposo o durante la división mitótica. El único momento en que entran en íntimo contacto es durante las divisiones meióticas o de maduración de las células germinativas.

## Ovogénesis
La ovogénesis es el proceso de formación del gameto femenino. Tiene lugar en los ovarios. Los ovogonios se ubican en los folículos ováricos, crecen y tienen modificaciones; estos llevan a la primera división meiótica que da como resultado un ovocito primario (que contiene la mayor parte del citoplasma) y un primer corpúsculo polar (su rol es llevarse la mitad de los cromosomas totales de la especie). Las dos células resultantes efectúan la meiosis II, del ovocito esto tarda entre 1 y 2 semanas, posteriormente se forma una célula grande (que tiene la mayor parte del citoplasma) y un segundo corpúsculo polar, estos se desintegran rápidamente, mientras que la célula grande se desarrolla convirtiéndose en los gametos femeninos llamados óvulos. El gameto femenino queda estancado en meiosis II, específicamente en Metafase II.
La ovogénesis cuenta con varias fases que son:
- Proliferación: durante el desarrollo embrionario, las células germinales de los ovarios sufren mitosis para originar a los ovogonios.
- Crecimiento: en la pubertad crecen para originar los ovocitos de primer orden.
- Maduración: el ovocito del primer orden sufre meiosis.

La ovogénesis comienza antes del nacimiento y se completa durante la vida reproductiva de la mujer, al ocurrir la fecundación.

## Espermatogénesis
La espermatogénesis es el proceso de producción de los gametos masculinos (espermatozoides) que tienen su producción en los testículos, específicamente en los tubulos seminíferos. Dentro de este, destacan los siguientes procesos:
- Proliferación: las células germinales de los testículos sufren mitosis para que la cantidad de espermatogonios sea amplia.
- Crecimiento: En esta etapa la célula sufre una interfase, creciendo y duplicando la cantidad de ADN, transformándose en espermatocitos1.
- Maduración: Aquí los espermatocitos 1 sufren dos divisiones celulares consecutivas. De la primera meiosis resultan los espermatocitos 2, de condición celular haploide, y de la segunda, las espermátidas.
- Diferenciación: Las espermátidas, que ya son haploides y de cromosomas simples, se les genera el flagelo y el acrosoma. A estas espermátidas , luego de su transformación se les llama espermio.

En la espermatogénesis, por cada célula germinal se producen cuatro  espermios.

## Gónadas
También llamados órganos sexuales primarios, funcionan como glándulas mixtas en la medida que se producen hormonas y gametos. Los órganos sexuales secundarios son aquellas estructuras que maduran en la pubertad y que son esenciales en el cuidado y transporte de gametos, son rasgos que se consideran de atracción sexual.
- Los testículos son dos estructuras ovaladas que se hallan suspendidas dentro del escroto mediante cordones espermáticos, son las que producen semen y líquido testicular; su función endocrina es liberar hormonas masculinas como la testosterona,[10] quienes participaran en mantener los caracteres sexuales masculinos.

- Los ovarios son dos órganos con forma de almendra, situados en los extremos de las trompas de Falopio,[11] los ovarios son formados aproximadamente cuando el feto hembra tiene 3 meses y cuando la mujer entra a la pubertad los óvulos se van desarrollando. Su función endocrina es liberar hormonas como la progesterona y estrógeno, las cuales intervendrán en el ciclo ovárico.

## Hormonas en la gametogénesis
La testosterona es la principal hormona masculina, la sintetizan un grupo de células llamadas células de Leydig. Esta hormona promueve la espermatogénesis o en casos de abundancia la inhibe.
El hipotálamo segrega el factor de liberación de gonadotropina (GnRH), el cual estimula la adenohipófisis para que libere la hormona luteinizante (LH) en los ovarios que estimula la formación del cuerpo lúteo, la ovulación y la síntesis del estradiol y la progesterona. La hormona foliculoestimulante (FSH) en los ovarios estimula el crecimiento folicular y en los testículos la espermatogénesis.

## Diferencias entre espermatogénesis y ovogénesis
Espermatogénesis
- Se realiza en los testículos.
- Ocurre a partir de la espermatogonia.
- Cada espermatogonia da origen a cuatro espermatozoides.
- En la meiosis el material se divide equitativamente.
- Los espermatozoides se producen durante toda su vida.
- Se produce en el hombre.
- De un espermatocito I, se forman 4 espermios funcionales.

Ovogénesis
- Se realiza en los ovarios.
- Ocurre a partir de la ovogonia.
- Cada ovogonia da origen a un ovocito II el cual solo en el caso de ser fecundado pasará a llamarse óvulo y a 2 cuerpos polares I y a un cuerpo polar II (solo en caso de fecundación).

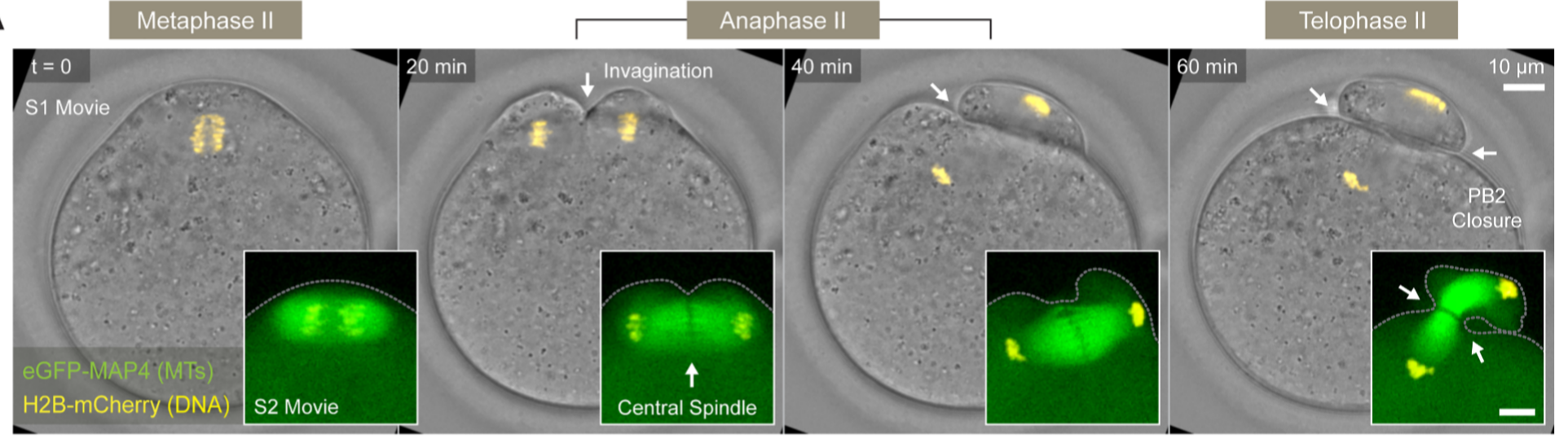
Ovocito durante la Meiosis II.

- En meiosis I no se divide el citoplasma por igual, quedando una célula hija (ovocito II) con casi todo el citoplasma.
- La mujer nace con un número determinado de folículos, aproximadamente 400.000.
- Se produce en la mujer.
- De algunos ovocitos II, se forma un óvulo funcional.

## Semejanzas entre espermatogénesis y ovogénesis
- Ambos son subprocesos de la gametogénesis.
- Los dos producen gametos.
- En ambos se produce la meiosis.
- Los dos son procesos de la reproducción sexual en mamíferos.
- Ambos procesos se producen dentro de las gónadas.
- Los dos inician sus fases a partir de la meiosis.

## Comparación entre óvulos y espermatozoides
Óvulos
- Más grande que el espermatozoide.
- Tiene vitelo (reserva nutritiva).
- No tiene movimiento.
- Sirve solo uno de cada célula germinal.
- Se produce en el ovario.

Espermatozoide
- Pequeño en comparación al ovocito II.
- No tiene reservas nutritivas.
- Se mueve por medio de su flagelo.
- Sirven cuatro de cada célula germinal.
- Se produce en el testículo.

## Gametogénesisin vitroo IVG
La gametogénesis in vitro (IVG, por sus siglas en inglés) es un procedimiento hipotético, que permitiría obtener gametos funcionales (espermatozoides y óvulos) de forma artificial a partir de células diferenciadas del individuo adulto, como las células de la piel. Esta técnica solo se ha conseguido llevar a cabo en ratones.
Dicha técnica consiste en tomar células diferenciadas de la piel de una persona adulta y reprogramarlas para que se comporten como células madre embrionarias pluripotentes o iPSC (Induced Pluripotent Stem Cell). Posteriormente serían estimuladas para diferenciarse en óvulos y espermatozoides que, a su vez, serían empleadas en la generación in vitro de un embrión que será implantado en un útero sano.
En 1962 John Bertrand Gurdon demostró que las células diferenciadas mantenían la pluripotencia y, en 2006, Shinya Yamanaka descubrió la existencia de cuatro genes implicados en la capacidad de diferenciación: Oct3/4, Sox2, Kfl4 y C-Myc. Una vez que la célula se ha diferenciado, la expresión de estos genes se inhibe (pierde la capacidad de volver a diferenciarse). No obstante, la reactivación de dichos genes puede hacer que células somáticas adultas diferenciadas se desdiferencien a células madre pluripotentes inducidas o iPSC.
En reconocimiento a su aportación a la ciencia, ambos científicos recibieron el premio Nobel en 2012 y, aunque hasta la fecha solo se ha conseguido llevar a cabo en ratones.
Los inconvenientes que presenta la IVG son varios, el primero de ellos sería lograr recapitular todo el proceso de gametogénesis humana in vitro, utilizando únicamente los factores de desdiferenciación y factores de reprogramación definidos, y sin la necesidad de un trasplante xenogénico. Hasta la fecha, esto no se ha logrado. Además, la integridad epigenética y genómica de los gametos in vitro es sustancialmente menor que la de los gametos generados in vivo.

Otra limitación que debe superar la IVG es la seguridad. El cultivo a largo plazo de estas células puede provocar alteraciones epigenéticas y de perfiles de metilación. Se ha demostrado que las células madre pluripotentes inducidas (iPSC) en cultivos prolongados tienen una capacidad de reparación del ADN disminuida, incluida una menor capacidad para reconocer el daño del genoma. Esto puede dar lugar a problemas de salud desconocidos, incluido el cáncer, que pueden transmitirse a generaciones futuras.

Algunos expertos califican esta tecnología de prometedora y aseguran que tiene potencial para mejorar las técnicas de fecundación in vitro actuales. Facilitaría el proceso de obtención de muestras y permitiría prescindir de las intervenciones quirúrgicas en aquellos casos donde la extracción de gametos es complicada. Por otra parte, sería una buena alternativa para parejas incapaces de fabricar gametos. Asimismo, evitaría que las mujeres tuvieran que exponerse a altas dosis de fármacos a la hora de recuperar los óvulos necesarios para la fecundación in vitro.
Aunque los potenciales beneficios de esta técnica son muchos, el mayor obstáculo al que se enfrenta actualmente son los comités éticos, pues también permitiría que parejas del mismo sexo tuviesen hijos biológicos y que las mujeres solteras pudieran concebir sin necesidad de un donante varón.